# La regina e il cardinale
La regina e il cardinale (La Reine et le Cardinal) è una miniserie televisiva di coproduzione francese e italiana, trasmessa in prima visione assoluta da France 2 nel 2009.
Diretta da Marc Rivière e interpretata da Philippe Torreton e Alessandra Martines nei ruoli protagonisti, la miniserie narra i burrascosi eventi della Francia della seconda metà del XVII secolo, soffermandosi in maniera particolare sulla presunta relazione amorosa che legò Anna d'Austria al suo celebre primo ministro, il cardinale italiano Giulio Mazzarino.
Coprodotta da Rai Fiction in collaborazione con GéTéVé e SFP, è stata trasmessa in Francia il 10 e 11 febbraio 2009 in prima serata sulla rete France 2. In Italia è andata in onda per la prima volta 5 anni dopo, il 14 e 21 febbraio 2014 in tarda serata su Rai Premium.

## Trama
Francia, 1642. Dopo la morte di Richelieu, il cardinale Giulio Mazzarino, su esplicita richiesta del sovrano Luigi XIII, gli succede come primo ministro e padrino del delfino Luigi Deodato. La Regina Anna, che vede in Mazarino solo un discepolo di Richelieu, al quale lei si è sempre opposta, non approva inizialmente la sua nomina ma finisce per cedere alla sua diplomazia e alle sue buone maniere. Alla morte del Re nel 1643, Anna prende in mano il potere e nomina Mazarino capo del suo consiglio di reggenza. La loro complicità cresce oltre la politica e i due iniziano una relazione sentimentale clandestina, scandita da due sanguinose guerre civili, le Fronde.